# Palladium (filmselskab)
 For alternative betydninger, se Palladium (flertydig). (Se også artikler, som begynder med Palladium)
A/S Palladium var et dansk filmselskab.

## Historie
Selskabet blev oprettet i Sverige i 1919 af Skandinavisk Filmcentral med Lars Björck som leder og ejer. Han købte i Danmark Dania Biofilms atelier på Hellerupvej 72 og Kinografens atelier på Strandparksvej 36-38, begge i Hellerup.
Den danske del af Palladium blev i 1921 overtaget af danskerne Svend Nielsen og Lau Lauritzen sen. Nielsen havde i 1917 været filmoperatør i Stockholm og var året efter blevet inspektør i Palladium-biografen i samme by. Fra 1920 var han direktør i selskabet. Lauritzen havde indtil da været lystspilsinstruktør i selskabet.
Det nye firma fik kontor, et mindre atelier samt kopieringsfasiliteter på Katrinevej 10 i Hellerup. I 1922 overtog det også atelieret på Strandparksvej. I 1933 blev Palladium omdannet til et aktieselskab med en aktiekapital på 500.000 kr.
Firmaet åbnede 18. januar 1938 Palladium-biografen i Industribygningen, tegnet af Ernst Kühn, med 1.347 pladser og eneste teater i Danmark med kinoorgel installeret. Palladiums atelierer blev 31. marts 1944 schalburgteret, men genopbygget året efter.
Direktør Svend Nielsens bror - Tage Nielsen - stod som producent og økonomisk interessent for en lang række af selskabets film i 30'erne og 40'erne. Tage Nielsen drev desuden udlejningsselskabet Filmcentralen Palladium.
Den 3. juni 1958 indtrådte Preben Philipsen og Henning Karmark som direktører og bestyrelsesmedlemmer i Palladium sammen med Svend Nielsen.[kilde mangler] Den 3. juli samme år døde Svend Nielsen, hvorefter hans bror Tage Nielsen anlagde sag mod selskabet og vandt i Højesteret, som slog fast, at Tage Nielsens forkøbsret var gældende. Denne forkøbsret havde været Tage Nielsens betingelse for at stille økonomiske garantier for nogle af selskabets film. Han overtog derefter aktierne i Palladium.
I 1976 stoppede Palladium filmproduktionen, men drev biografen i København indtil 1979, hvor den blev solgt til Nordisk Film. Ligeledes blev biograferne Triangel Teatret, Husum Bio og Platan Biografen afhændet dette år. På dette tidspunkt var Frederik Sundram direktør.
A/S Palladium eksisterer indtil september 2017, senest på adressen Halfdansgade 10 på Islands Brygge, hvor aktionærerne, de otte efterkommere af familien Nielsen, besluttede frivillig lukning af selskabet, der sluttede med en egenkapital på ca. 176 mio. kroner. Palladiums sidste topchef, Ulla Hansen, gik på pension.

## Filmproduktioner
I årene 1920-33 var Nielsen og Lauritzen ansvarlige for indspilningen af bl.a. 36 Fy og Bi-film. Svend Nielsen samarbejdede med bl.a. følgende instruktører: A.W. Sandberg, Jon Iversen, Alice O'Fredericks, Lau Lauritzen jun., Svend Methling og Peer Guldbrandsen.
Filmen "Ordet" fra 1955, instrueret af Carl Th. Dreyer, blev belønnet med en Bodilprisen for bedste danske film, samt Golden Globe i USA og Guldløven (Leone d'Oro) på Filmfestivalen i Venedig.
I 1970'erne stod Palladium bl.a. for de kendte sengekantsfilm.